# الرابح (من الأفضل الاتصال بسول)
«الرابح» (بالإنجليزية: Winner)‏ هي الحلقة العاشرة والأخيرة من الموسم الرابع من مسلسل إيه إم سي التلفزيوني الدرامي من الأفضل الاتصال بسول، المسلسل يُعتبر بادئة من مسلسل اختلال ضال. تم بث الحلقة في 8 أكتوبر 2018 على قناة إيه إم سي بالولايات المتحدة. خارج الولايات المتحدة، تم عرض الحلقة لأول مرة على خدمة البث نتفليكس في عدة بلدان.

## الاستقبال

### التقييمات
شاهد حلقة «الرابح» 1.53 مشاهد في أول بث لها، وحصلت على 0.5 تقييمات للمشاهدين الذين تتراوح أعمارهم بين 18 و 49.

## وصلات خارجية
- «الرابح» على إيه إم سي (بالإنجليزية)
- «الرابح» على قاعدة بيانات الأفلام على الإنترنت (بالإنجليزية)